# Тоска (фильм, 1909)
«Тоска» (фр. La Tosca) — немой короткометражный фильм режиссёров Андрэ Калметта и Шарля ле Баржи по одноимённой пьесе Викторьена Сарду. Премьера состоялась 15 марта 1909 года в Париже.

## Сюжет
Драма о соперничестве художника Марио Каварадосси и высокопоставленного полицейского чиновника, барона Скарпиа за любовь певицы Флории То́ски на фоне исторических событий 1800 года на севере Италии.

## В ролях
- Сесиль Соре — Флория То́ска
- Рене Александр — Марио Каварадосси
- Шарль ле Баржи — Барон Скарпиа
- Шарль Моснье — Чезаре Анджелотти